# Takuma Arano
Takuma Arano (født 20. april 1993) er en japansk fodboldspiller.
Han har spillet for flere forskellige klubber i sin karriere, herunder Hokkaido Consadole Sapporo.